# Limenitis leuceria
Limenitis leuceria är en fjärilsart som beskrevs av Druce 1874. Limenitis leuceria ingår i släktet Limenitis och familjen praktfjärilar. Inga underarter finns listade i Catalogue of Life.